# Яхи, Хосин
Хосин Яхи (фр. Hocine Yahi; род. 25 апреля 1960, Эль-Мадания, Алжир) — алжирский футболист, играл на позиции полузащитника.
Хосин Яхи попал в заявку сборной Алжира на Чемпионате мира 1982 года в Испании. Первые два матча Алжира на турнире (против сборных ФРГ и Австрии) Яхи провёл на скамейке запасных. В последней же игре он заменил Абдельмаджида Буреббу на 31-й минуте.

## Достижения

### Со сборной Алжира
- 1/4 финала Летних Олимпийских игр 1980 года в Москве
- Участник Чемпионата мира 1982 года в Испании